# Dream House (Film)
Dream House ist ein US-amerikanisch-kanadischer Mystery-Thriller des Regisseurs Jim Sheridan aus dem Jahr 2011. Der britische Darsteller Daniel Craig spielt darin einen Mann, der verdächtigt wird, seine Familie getötet zu haben.

## Handlung
Will Atenton hat vor Kurzem mit seiner Frau und seinen beiden Töchtern ein Haus außerhalb der Großstadt bezogen. Er hört Gerüchte, wonach der Vorbesitzer Peter Ward seine Familie vor 5 Jahren in diesem Haus umgebracht habe und anschließend in die Psychiatrie eingewiesen worden sei. Als Wills jüngste Tochter eine furchterregende Männergestalt vor dem Fenster sieht, schrillen bei ihm die Alarmglocken. Später sehen er und seine Frau Libby durch das Küchenfenster im Garten einen Stalker, Will schafft es aber nicht, diesen zu greifen. Innerlich aufgewühlt und voller Sorge um seine Familie beginnt er, über die Vergangenheit des Hauses und seine Bewohner zu recherchieren.
Bei einem Gespräch mit dem Direktor der ortsansässigen Nervenheilanstalt bekommt die Geschichte dann eine fatale Wendung: Er selbst ist jener Peter Ward und nahm nach seiner Entlassung den Namen Will Atenton an. Ihm werden alte Überwachungsaufnahmen seiner selbst gezeigt, in denen er verwirrt und aggressiv wirkt. Auch ist eine frische Naht am Hinterkopf zu sehen, die er beim Betrachten der Aufnahmen bei sich ertastet. Das gemütliche Zuhause, seine Ehefrau, die Töchter und der Stalker vor dem Haus sind lediglich Halluzinationen. Er kehrt in sein Haus zurück und sieht, dass es tatsächlich verwaist ist. Dann beginnen die Halluzinationen erneut. Den Tod seiner Familie durchlebt er wie im Traum. Nähere Informationen erhofft er sich von seiner Nachbarin Ann Patterson. Beide wirken sehr vertraut. Sie ist von seiner Unschuld überzeugt.
Will besucht seine behandelnde Psychiaterin, Dr. Fran Greeley. Sie veranlasste seine kürzliche Entlassung aus der Psychiatrie, weil es keinerlei Beweise gab, dass Will – damals noch Peter – seine Familie tötete. Will ist fest entschlossen, den Mörder zu finden, auch wenn er es selbst sein sollte.
Erneut stellt er seine Nachbarin Ann Patterson zur Rede. In einer Rückblende sieht der Zuschauer nun den Tathergang. Jack Patterson – er lebt von seiner Frau Ann getrennt – heuerte vor 5 Jahren einen Auftragsmörder an, um seine Frau Ann töten zu lassen, weil diese ihm nach der Trennung das alleinige Sorgerecht für die gemeinsame Tochter verweigerte. Der Killer verwechselt das Haus und schießt auf Libby und ihre beiden Töchter. Will bekommt die Tat am Handy live mit, stürmt ins Haus und kämpft mit dem Killer. Dabei schießt die langsam verblutende Libby mit der Waffe des Killers in Richtung Zweikampf. Ein Streifschuss trifft Will am Hinterkopf, der daraufhin zusammenbricht, aber überlebt. Wieder im Hier und Jetzt versteht Will, dass er nicht der Mörder ist, sondern von seiner Frau versehentlich verletzt wurde.
Während Will und Ann im Hause Atenton reden, erscheint Jack mit dem Killer, um die geplante Tat zu vollenden. Jack und der Killer schlagen Will zusammen und betäuben Will und Ann. Jack schleppt Will in den Keller, fesselt seine Frau Ann an ein Gatter im Keller und zündet das Haus an. Zuvor hat er dem Killer in den Bauch geschossen, als Vergeltung für seinen Fehler (falsches Haus). Die tote Libby verfolgt das Geschehen als Geist aus dem Hintergrund und drängt ihren Mann, den sie nun bei seinem richtigen Namen (Peter) nennt, aus der Bewusstlosigkeit zu erwachen, um sich und Ann vor den Flammen zu retten. Mit Erfolg: Peter gelingt es Jack im Keller zu überwältigen und Ann gerade noch rechtzeitig aus dem brennenden Haus zu bringen. Dann kehrt er noch einmal zurück, um sich von Libby und den Kindern zu verabschieden, die als Geisterscheinung noch im Haus weilen. Als die Feuerwehr kommt, um den Brand zu löschen, verneint Peter die Frage eines Feuerwehrmanns, ob noch jemand im Haus sei. Jack und der Killer kommen daraufhin in den Flammen ums Leben.
Peter zieht wieder zurück in die Großstadt und schreibt ein Buch, um das Erlebte zu verarbeiten. Der Titel lautet Dream House.

## Hintergrund
Gedreht wurde von Februar bis Anfang April 2010 in verschiedenen Städten Kanadas. Unter anderem wurden der öffentliche Park Gairloch Gardens, direkt am Ontariosee gelegen, und der Bahnhof von Guelph genutzt. Die Studioaufnahmen entstanden in den Pinewood Filmstudios in Toronto. Bei Kosten von 50 Millionen US-Dollar spielte der Film 38,5 Millionen US-Dollar wieder ein. Europaweit wurden etwa 1,5 Mio. Kinobesucher gezählt.
Jim Sheridan, Daniel Craig und Rachel Weisz weigerten sich den Film zu promoten, weil der Trailer zu viele Geheimnisse des Films preisgab. Die Produktionsfirma Morgan Creek hatte dies wohl zu verantworten. Auch im Film selbst wurden Szenen von Morgan Creek eigenmächtig neu geschnitten. Aufgrund dessen wollte Sheridan verhindern, dass sein Name im Abspann erscheint. Sein Ansinnen hatte keinen Erfolg.
Die Hauptdarsteller Daniel Craig und Rachel Weisz wurden während der Dreharbeiten ein Paar. 2011 heirateten die beiden.

## Besetzung und Synchronisation
Die deutschsprachige Synchronisation des Films entstand bei der  Christa Kistner Synchronproduktion in Potsdam. Verfasser des Dialogbuchs war Carsten Bengelsdorf, Dialogregie führte Heike Kospach.
| Rolle                           | Darsteller     | Synchronsprecher         |
| ------------------------------- | -------------- | ------------------------ |
| Will Atenton / Peter Ward       | Daniel Craig   | Dietmar Wunder           |
| Elizabeth Atenton, gen. Libby   | Rachel Weisz   | Claudia Urbschat-Mingues |
| Ann Patterson                   | Naomi Watts    | Claudia Lössl            |
| Jack Patterson                  | Marton Csokas  | Bernd Vollbrecht         |
| Boyce, Auftragskiller           | Elias Koteas   | Roman Kretschmer         |
| Chloe Patterson                 | Rachel G. Fox  | Friedel Morgenstern      |
| Katherine Atenton, gen. Dee Dee | Claire Geare   | Amelie Giesa             |
| Beatrice Atenton, gen. Trish    | Taylor Geare   | Marie Hinze              |
| Dr. Fran Greeley                | Jane Alexander | Karin Buchholz           |

## Kritiken
Das Lexikon des internationalen Films urteilte, dass der „mit Mystery-Elementen versetzte Psychothriller seine Spannung aus den eindrücklich gespielten Figuren“ beziehe und „intensiv an ihrer sich steigernden Angst und Verunsicherung Anteil nehmen“ lasse.